# سكوت هارلو
سكوت هارلو (بالإنجليزية: Scott Harlow)‏ هو لاعب هوكي الجليد أمريكي، ولد في 11 أكتوبر 1963 في East Bridgewater, Massachusetts ‏ في الولايات المتحدة.

## وصلات خارجية
- سكوت هارلو على موقع دوري الهوكي الوطني (الإنجليزية)
- سكوت هارلو على موقع قاعة مشاهير الهوكي (لاعب أن.إتش.أل) (الإنجليزية)
- سكوت هارلو على موقع EliteProspects.com (الإنجليزية)
- سكوت هارلو على موقع HockeyDB.com (الإنجليزية)
- سكوت هارلو على موقع Hockey-Reference.com (الإنجليزية)